# NGC 1295
NGC 1295 este o galaxie lenticulară situată în constelația Eridanul. A fost descoperită în 1886 de către Ormond Stone⁠(d).